# Jan Mayens hetfläck

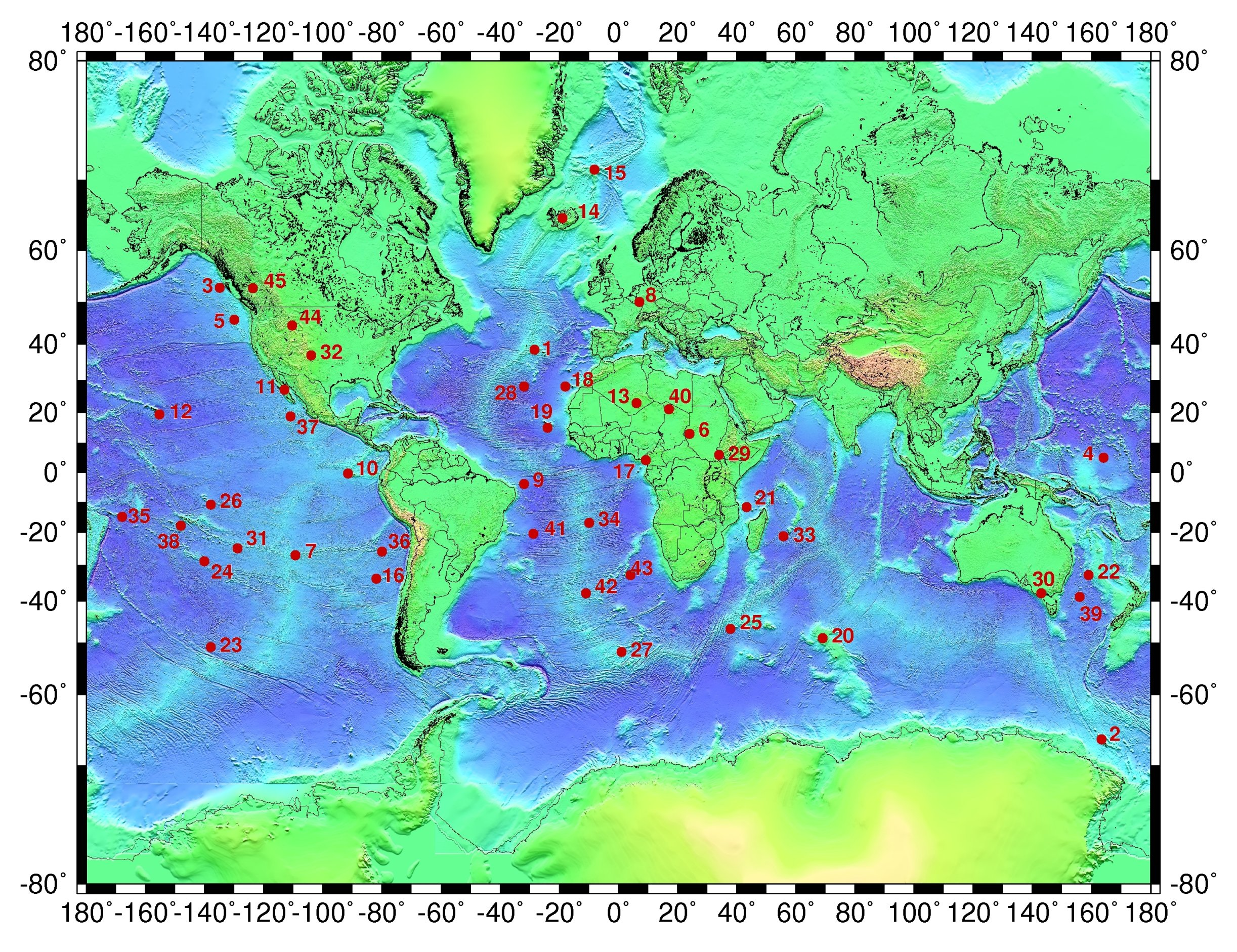
Jan Mayens hetfläck är markerad 15 på kartan.

Jan Mayens hetfläck är en föreslagen vulkanisk Hetfläck som ska vara orsaken till den vulkaniska aktiviteten som har bildat ön Jan Mayen i norra Atlanten.